# Balón prisionero

Imagen de 2 personas jugando al

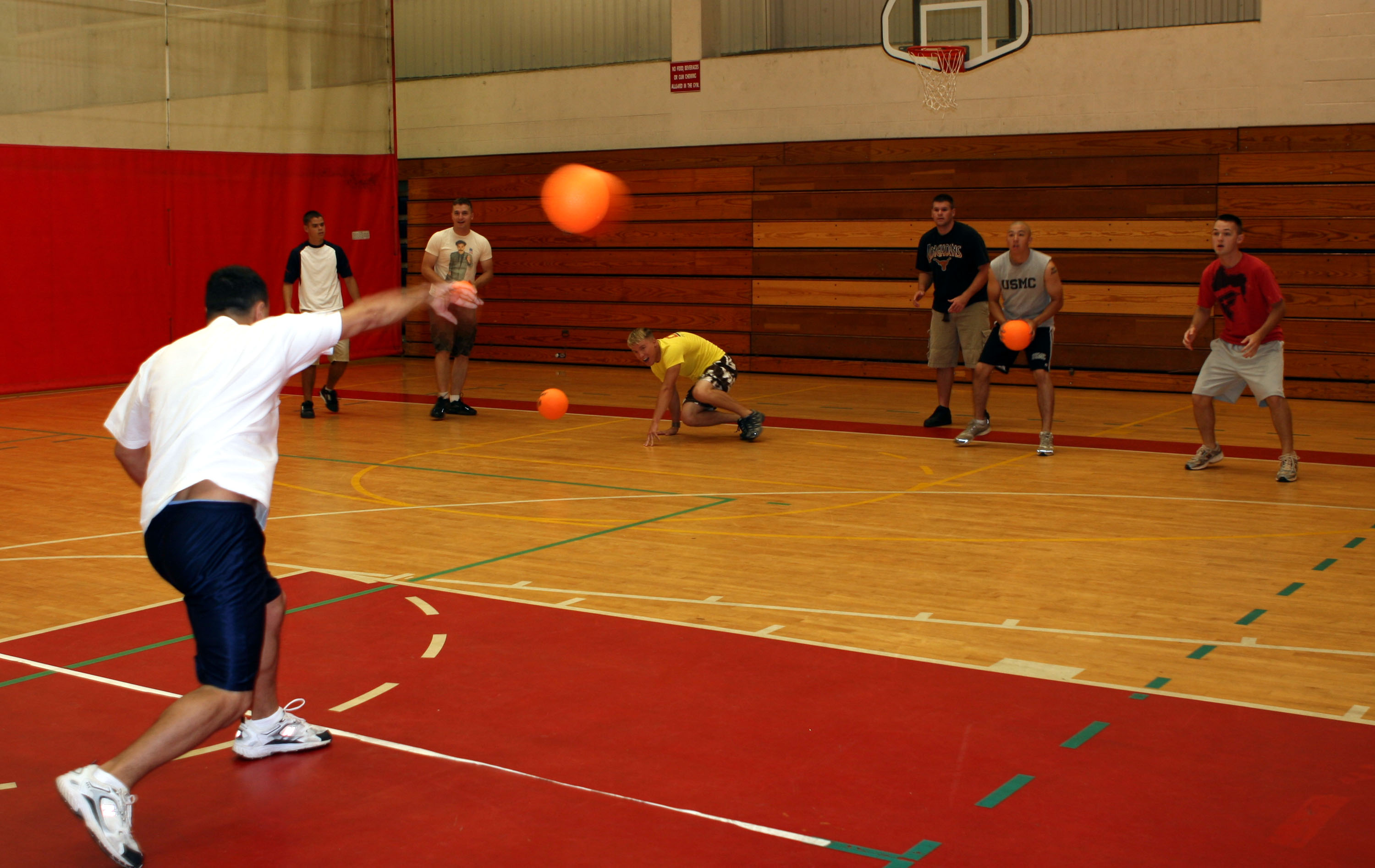
Práctica del balón prisionero

El balón prisionero,  es un juego popular con distintas variantes, practicado normalmente en clases de educación física. Se dividen en dos equipos y una cancha que se divide en dos. Se ubican los equipos, uno a cada lado de la cancha. De cada equipo habrá un jugador (delegado) situado en el campo contrario por fuera de los límites del rectángulo. Con 6  pelotas en juego los jugadores de uno y otro equipo tratarán de eliminar a los jugadores contrarios del otro equipo arrojando la pelota para que esta los golpee sin ningún pique previo y caiga al suelo. Los jugadores «quemados» o «muertos» irán al área donde se encuentra el delegado y podrán «quemar»/«matar» a los jugadores contrarios si la pelota llega hasta sus manos y con esa pelota le dan a alguien del equipo contrario.
En este juego existen variantes:
- Una, en donde cada vez que eliminan a alguien del equipo contrario un compañero del mismo equipo puede entrar.
- Otra, donde cada vez que eliminan a alguien no puede hacer nada hasta que tira a los del equipo contrario.

## Campo de juego

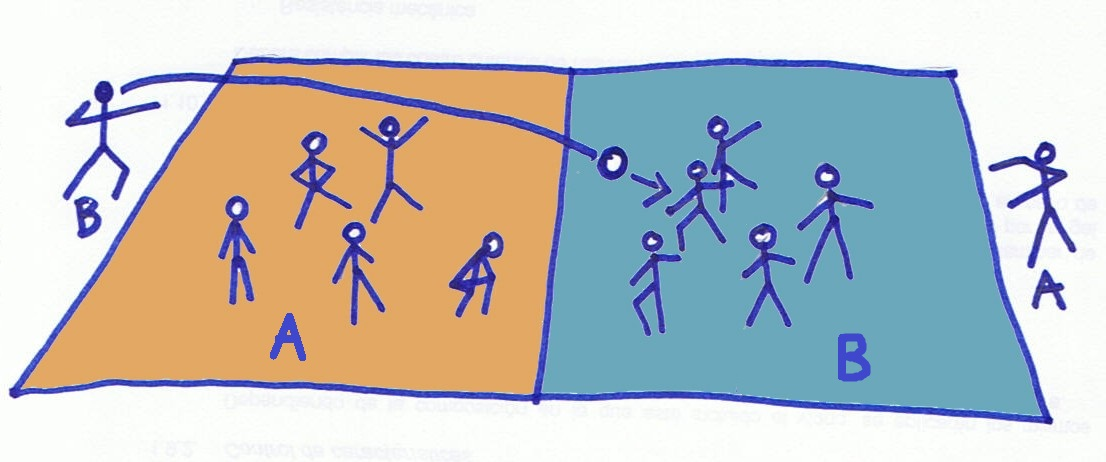
Esquema de campo de juego

El campo de juego es rectangular, con medidas de 18×9 metros, dividido por la mitad con una raya trazada en el suelo para separar el terreno de cada equipo. Ningún jugador puede traspasar esa raya divisoria y puede jugarse en cualquier tipo de terreno siempre y cuando esté libre de obstáculos.

## Objetivo
- Eliminar a todos los jugadores contrarios. Para ello, basta con golpearles con la pelota en cualquier parte del cuerpo (pies, manos, cabeza si está agachado...) sin que lleguen a cogerla antes de que toque el suelo. El jugador golpeado abandona el campo de juego y pasa a situarse fuera, detrás del campo enemigo. Allí tiene la posibilidad de atrapar la pelota si esta traspasa el campo para poder quemar a los del equipo contrario o devolverla a su equipo, El jugador del equipo que empieza deberá lanzar la pelota hacia uno de los contrincantes, si el rival la coge sin que caiga al suelo la pelota pasara a ser de su equipo y el que la lanzó se convertirá en su prisionero. Pero si no consigue cogerla y la pelota le golpea este será eliminado.

## Variantes del juego
El juego tiene muchas variantes, a continuación se nombran algunas de las que se juegan:

#### Delegado en cuatro campos
Se juega como el delegado tradicional, en vez de jugarse en dos campos, se juega en cuatro campos, cuatro grupos de jugadores. Cada grupo compite contra los otros tres.

#### Delegado con defensas
Semejante al delegado tradicional, pero cada grupo está integrado por mujeres y varones. Cuando comienza el juego, el encargado define a quién vale quemar, si vale quemar varones, las mujeres los defienden y no pueden ser quemadas; si vale quemar mujeres, los varones las defienden y no pueden ser quemados. Alternar rápidamente a quién se puede quemar.

#### Delegado con fortalezas
Semejante al delegado tradicional, pero en el medio de cada campo se instala una «fortaleza» (una colchoneta, cajón o mesa donde los jugadores puedan refugiarse). Dependiendo de las normas aplicadas al juego, y esencialmente si se está usando una colchoneta, esta se puede utilizar para desviar un impacto del equipo contrario.

#### Delegado con tres pelotas simultáneamente
Semejante al delegado tradicional, pero se juega con tres pelotas, que pueden ser diferentes o iguales, una más pesada o una más grande que las otras.